# Tangara viridicollis
Tangara viridicollis là một loài chim trong họ Thraupidae.